# Italiener

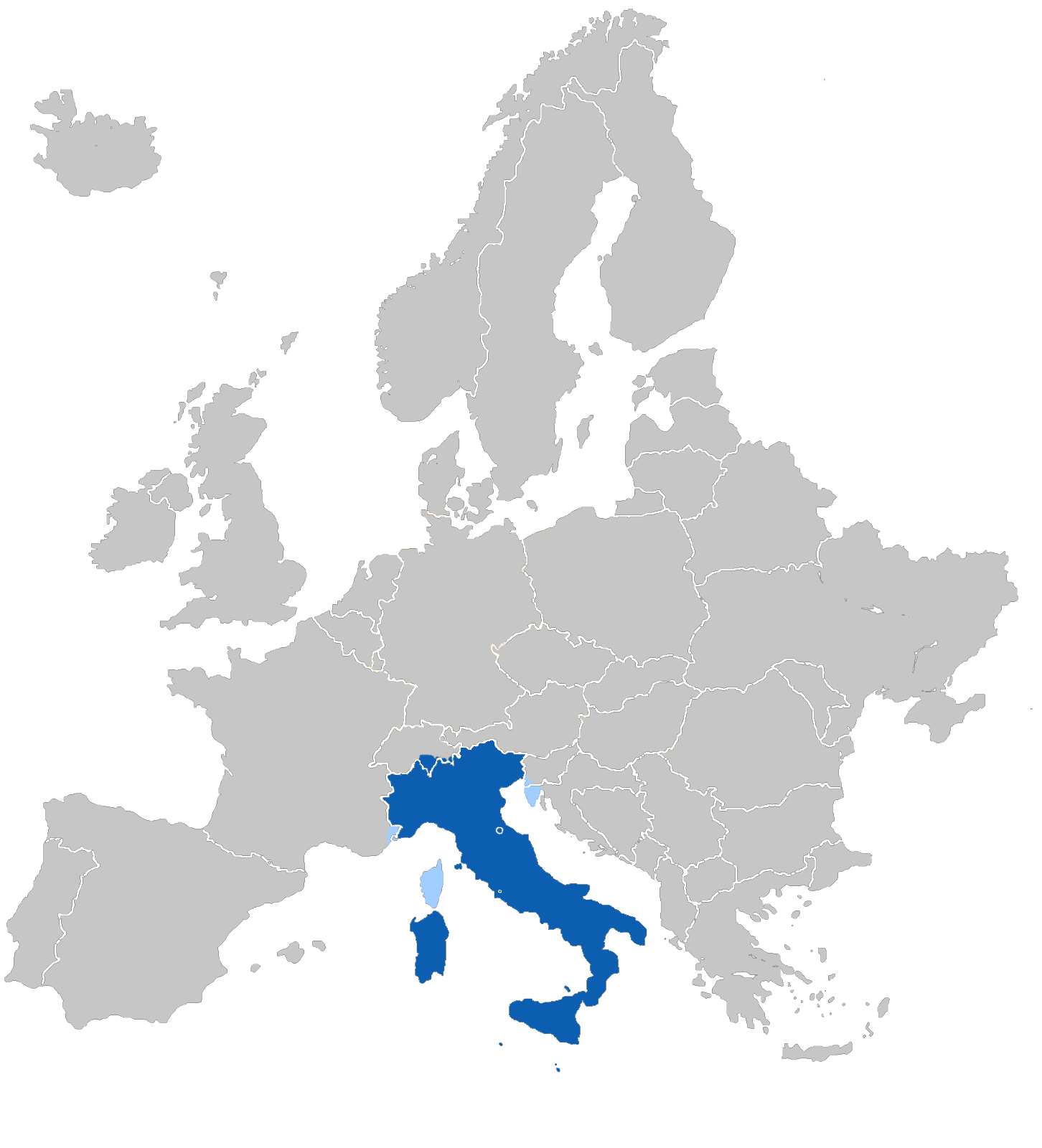
Verbreitung der italienischen Sprache in Europa

Als Italiener (italiani) bezeichnet man im Sinne einer Ethnie die Gesamtheit der Personen italienischer Muttersprache, teilweise auch deren Nachfahren. Italiener sind die Titularnation der Italienischen Republik und des früheren Königreichs Italien. Im staatsbürgerlichen Sinn werden alle Staatsangehörigen Italiens als Italiener bezeichnet.
Das Staatsvolk umfasst über 56 Millionen Menschen und macht etwa 92,5 % der Einwohner Italiens aus. Hinzu kommen weltweit 15 bis 30 Millionen, nach einigen italienischen Angaben sogar 60 bis 70 Millionen Italienischstämmige, hauptsächlich in Lateinamerika und in den Vereinigten Staaten.

## Ethnogenese

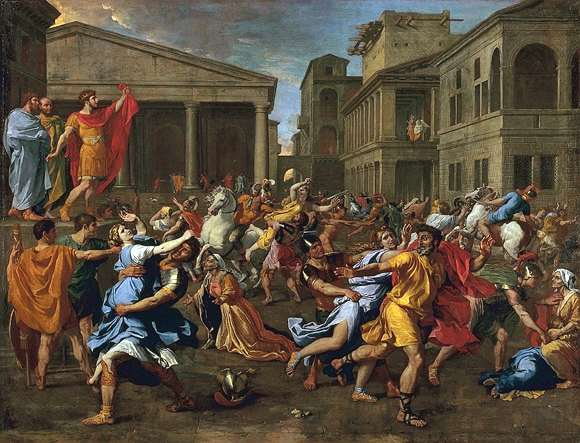
Der Raub der Sabinerinnen als mythischer Beginn der Verschmelzung der Italiker

### Romanisierung der italischen Stämme in der Antike

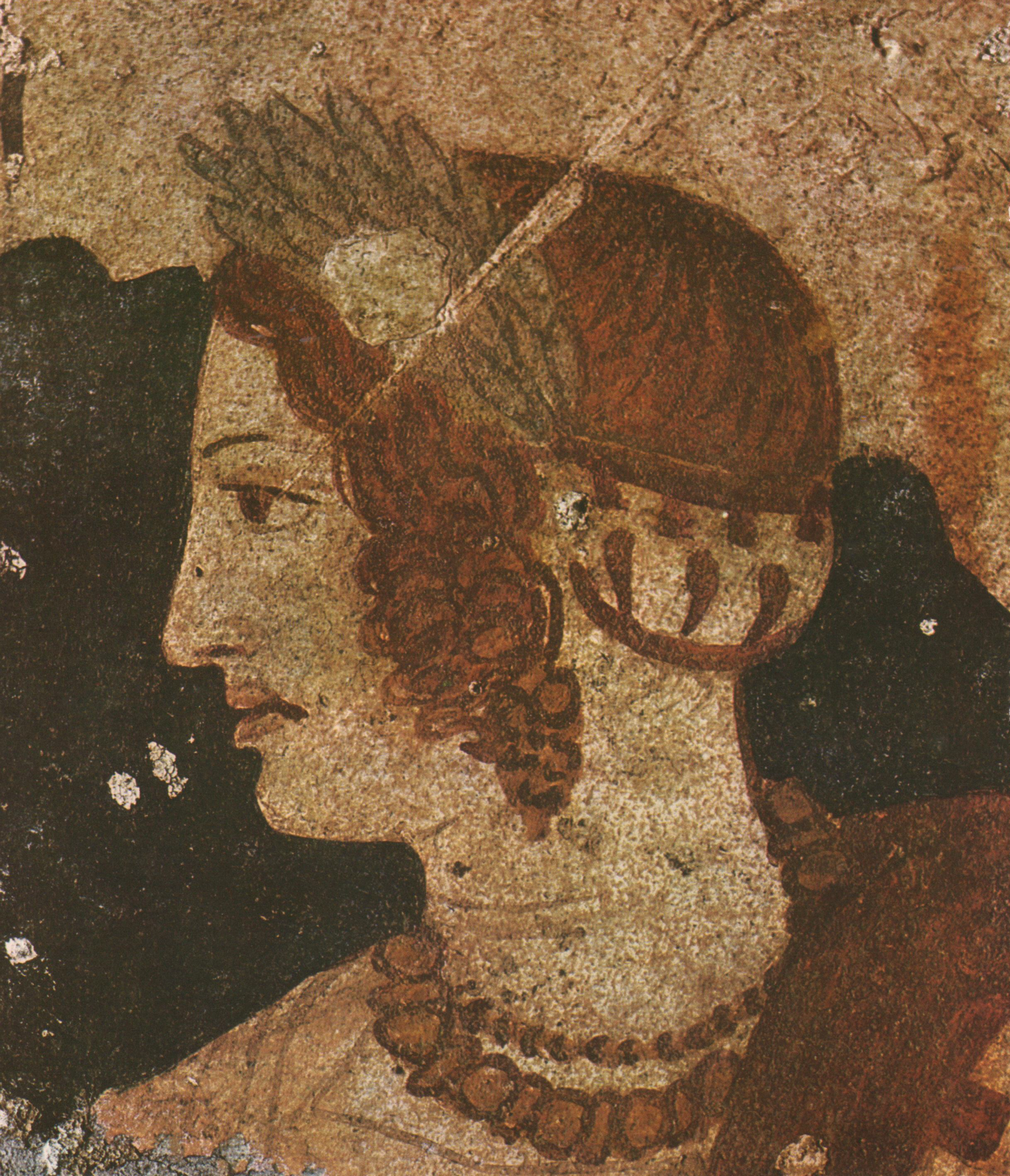
Grabportrait der Etruskerin Velia, 4. Jahrhundert v. Chr., Tomba dell’Orco

In der Bronzezeit verdrängten indoeuropäische Italiker, Veneter, Etrusker (nicht-indoeuropäisch), Gallier und Griechen die Vorbevölkerung (zum Beispiel Ligurer). Während in der süditalienischen Magna Graecia Griechen die italischen Sikeler verdrängten und bis heute eine griechische Minderheit lebt, gründete der italische Stamm der Latiner im 12. Jahrhundert v. Chr. die Stadt Alba Longa. Die römische Mythologie machte später den Trojaner Aeneas zum legendären Stadtgründer, um sich bereits an eine ruhmreiche Vergangenheit anzusippen. Auch die venetische Stadtgründung Padua beruft sich auf einen trojanischen Gründervater (Antenor). Die aus Alba Longa ausgezogenen Zwillingsbrüder Romulus und Remus wiederum sollen um 753 v. Chr. die Stadt Rom gegründet haben.
In zahlreichen Kämpfen gegeneinander und gegen die Etrusker unterwarfen die latinischen Stämme schließlich die übrigen italischen Stämme (Samnitenkriege), gegen die Griechen und Karthager entstand eine italische Wehrgemeinschaft unter Führung Roms. Nach dem Bundesgenossenkrieg wurden allen italischen und etruskischen Stämmen und schließlich auch den Venetern römische Bürgerrechte gewährt. Spätestens mit der Vernichtung Karthagos und der Eroberung Griechenlands wurde Rom zum Zentrum eines gewaltigen Imperiums, das rund um das Mittelmeer weite Teile Europas, Asiens und Afrikas eroberte und romanisierte. Die Nordgrenze des eigentlichen Italien war zunächst der Rubikon, erst später verlegten römische Kaiser ihre Residenzen nach Mailand und Ravenna.

### Assimilation germanischer Eroberer im Mittelalter
Doch spätestens im 5. Jahrhundert unserer Zeitrechnung brach dieses Imperium während der Völkerwanderung zusammen, in Italien gründeten Ostgoten (in Ravenna) und Langobarden (in Papia, heutiges Pavia) germanische Reiche. San Marino wurde unabhängig. Die Machtbasis der germanischen arianisch-christlichen Eroberer beschränkte sich jedoch auf eine nur wenige Hunderttausende zählende Militär- und Oberschicht (100.000 Ostgoten), denen fünf bis sieben Millionen katholische Römer (»Italier«) gegenüberstanden. Ostgoten und Langobarden wurden daher ebenso von der römischen Zivilisation assimiliert und katholisch wie später die bereits romanisierten und francophonen Normannen Süditaliens (Neapel, Tarent, Palermo). Dennoch sind in Norditalien langobardische und in Süditalien normannische Siedlungsspuren und Spracheinflüsse nachweisbar. Römer und germanische Eroberer verschmolzen (nicht vor dem 11. Jahrhundert) zu Italienern, doch Unterschiede zwischen Florentinern und Neapolitanern, zwischen Genuesen, Mailändern, Turinern und Venezianern einerseits und Römern oder Sizilianern anderseits blieben bestehen.
Die Langobarden wurden im 8. Jahrhundert von den Franken verdrängt, den fränkischen Eroberern folgten nach den fränkischen Reichsteilungen im 9. Jahrhundert deutsche Eroberer, die im 10. Jahrhundert die letzten fränkisch-römischen Kaiser bzw. fränkisch-italienischen Nationalkönige unterwarfen. 1027 trennte Kaiser Konrad II. zur Sicherung der wichtigen Brennerroute das Bistum Trient vom italienischen Reichsteil (dem ehemaligen Königreich der Langobarden) ab und gliederte es dem deutschen Reichsteil ein.

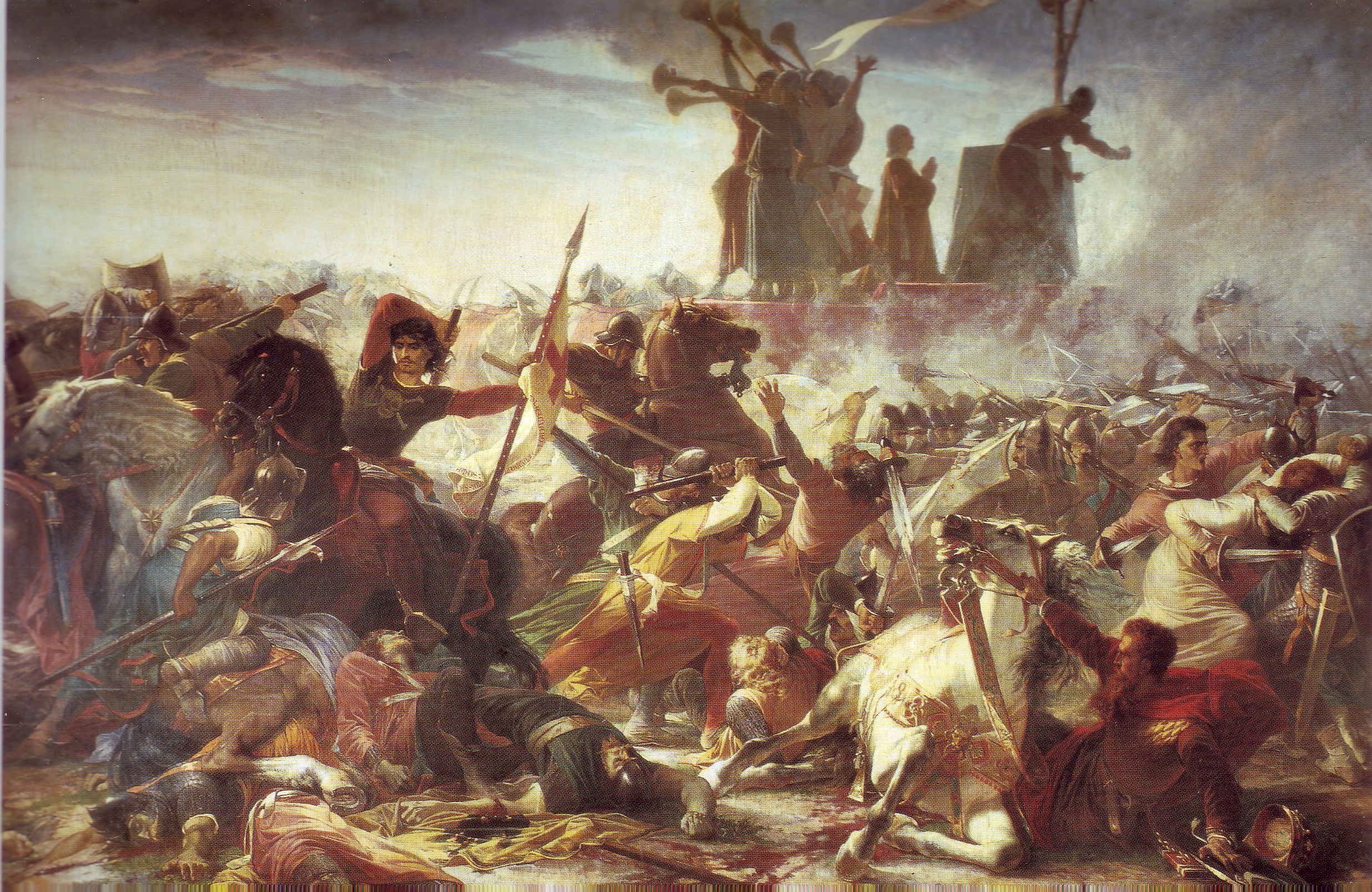
Die Schlacht von Legnano wurde zum nationalen Mythos überhöht

In ganz Italien kämpften fortan römisch-deutsche Kaiser, Päpste und Partikularfürsten, Ghibellinen und Guelfen, Seerepubliken sowie Condottiere mit wechselndem Erfolg um Macht und Einfluss. Der in der Schlacht von Legnano 1176 errungene Sieg der im Lombardenbund zusammengeschlossenen norditalienischen Städte über den Kaiser wurde später im Risorgimento zwar nationalistisch überhöht, festigte aber das bürgerliche, wenn auch nicht das nationale Selbstbewusstsein der rivalisierenden norditalienischen Stadtrepubliken.
Die Seerepubliken schafften es zu großem Reichtum: Insbesondere die Republik Venedig erlebte dank des Monopols über die Handelsrouten ins Byzantinische Reich eine außerordentliche Blüte. Genua und Florenz entwickelten sich zu florierenden Bankzentren und finanzierten Kriege und Expeditionen zahlreicher europäischer Herrscherfamilien.

### Kulturelle Wiedergeburt in der Renaissance
Um 1307 schuf der Florentiner Dichter und Philosoph Dante Alighieri mit seiner Göttlichen Komödie ein Werk, welches für Italien eine ähnliche Bedeutung hatte wie Luthers Bibelübersetzung für Deutschland über 200 Jahre später. Aus dem toskanischen Dialekt des Vulgärlatein und sizilianischen Einflüssen schufen Dante, der Dichter Francesco Petrarca sowie der Autor Giovanni Boccaccio die Grundlagen der modernen italienischen Sprache. Das Lateinische blieb aber weiterhin die dominierende Sprache auf der Halbinsel.
Während der Friede von Lodi die Zersplitterung Italiens sowie ein stabiles Patt zwischen den damals fünf stärksten italienischen Staaten festigte (Venedig, Mailand, Florenz, Rom, Neapel), ergriff ausgehend von Florenz eine kulturelle Rückbesinnung auf Kunst und Wissenschaft, auf Ruhm und Größe der griechisch-römischen Antike Italien und ganz Europa (Renaissance).

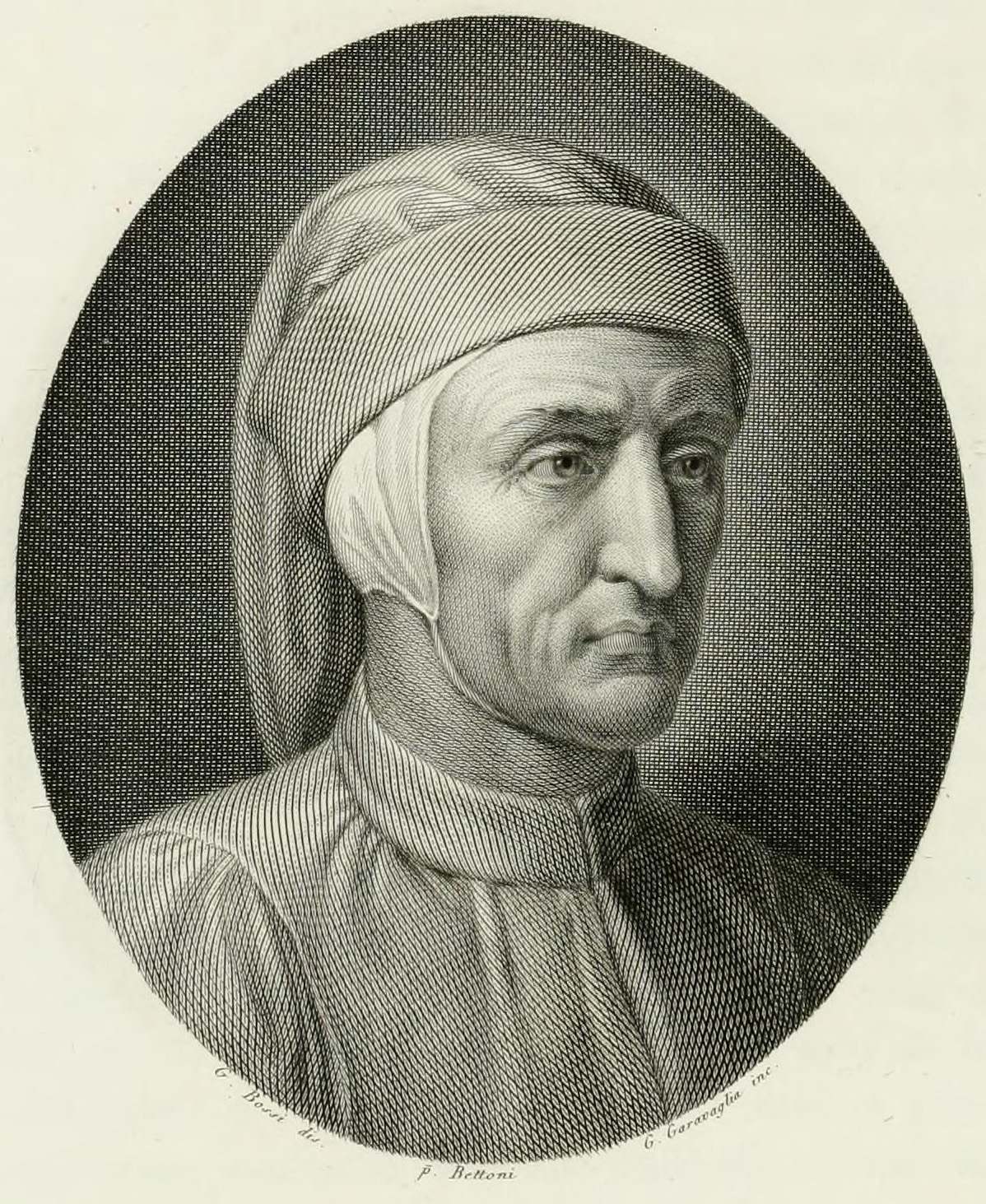
Nationalautor Dante Alighieri wurde auf der 2-Euro-Münze verewigt
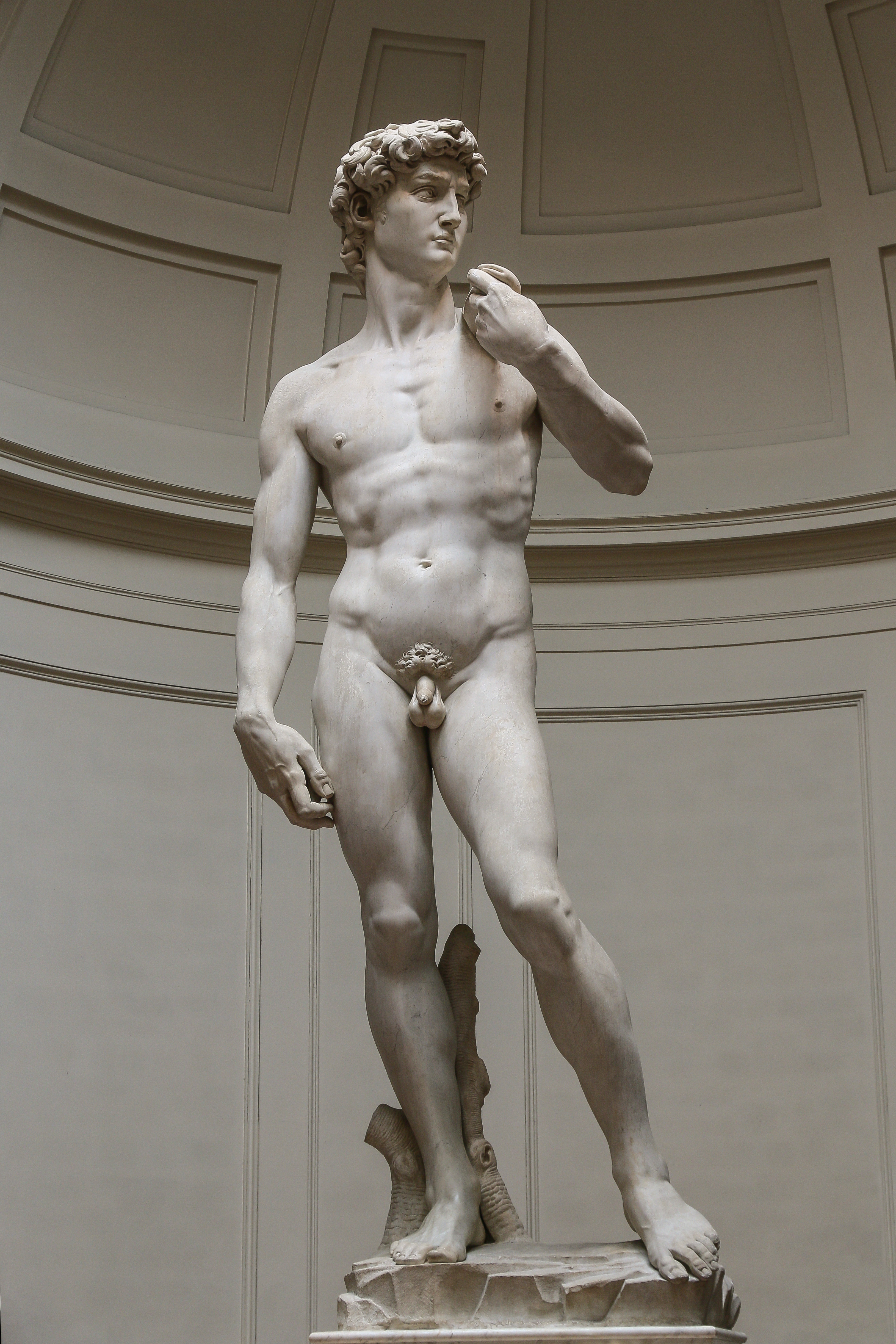
Selbstbewusstes neues Menschenbild: David von Michelangelo
Von Italien nach Frankreich: Leonardo da Vincis Mona Lisa
Botticellis Geburt der Venus verkörperte die Wiedergeburt der Antike

### Wirtschaftlicher und politischer Niedergang
Der wirtschaftliche Niedergang Italiens begann nach der Entdeckung Amerikas, mit der Verlagerung des Handels in die Überseekolonien westeuropäischer Staaten, auch angesichts der osmanischen Kontrolle über das Mittelmeer. Die Halbinsel hatte ihre Bedeutung als Umschlagplatz zwischen Abend- und Morgenland verloren.
Politisch wurde Italien, dessen Teilstaaten ihre Unabhängigkeit bis dahin erfolgreich verteidigen konnten, zum Spielball fremder Mächte. Im 16. Jahrhundert kämpften Frankreich und Spanien um die Vormachtstellung auf der Halbinsel (Italienische Kriege). Das Tessin war schon 1512/1513 an die Schweiz gefallen und die Vorherrschaft des Papsttums war durch die Plünderung Roms 1527 (Sacco di Roma) gebrochen worden. Florenz wurde nach dem Aussterben der Medici zum französisch-österreichischen Spielball. Im Norden gewann das Piemont regierende Haus Savoyen durch Lavieren zwischen Frankreich und Österreich immer weitere Gebiete und schließlich Sardinien hinzu und konnte sich zum mächtigsten Teilstaat auf der Halbinsel entwickeln. Genua verkaufte die Insel Korsika an Frankreich.
Vom 16. bis hinein ins 19. Jahrhundert stand der Großteil Italiens somit unter Fremdherrschaft, in Abhängigkeit von außeritalienischen Mächten oder unter der Herrschaft von Fürsten, die als zweitgeborene österreichische oder spanische Prinzen durch Vereinbarungen der europäischen Großmächte zur Herrschaft gelangt waren (sogenannte Sekundogenituren). Dieses Erbe hat zu einem tief verwurzelten Obrigkeitsmisstrauen geführt, es hat dem Individualismus, der Gleichgültigkeit und dem Argwohn gegen den Staat Vorschub geleistet.
Kulturell behielten Italiens Teilstaaten weiterhin eine herausragende Rolle. Die Renaissance und der Manierismus haben ihre Wurzeln in Italien, ebenso das Barock, das sich in Rom, dem Sitz des Papsttums, entwickelte. Später erfuhr der Klassizismus mit Antonio Canova eine Zeit der Blüte. Auch die geistige Strömung des Renaissance-Humanismus, die zuerst von Francesco Petrarca (1304–1374) angeregt wurde, hatte in Florenz ein herausragendes Zentrum und breitete sich im 15. und 16. Jahrhundert über den größten Teil Europas aus. Während all dieser Epochen führte die Grand Tour der Söhne des europäischen Adels und des gehobenen Bürgertums obligatorischerweise auch durch Italien und sorgte dadurch für die Verbreitung antiker und neuerer italienischer Kunstwerke, etwa durch die Veduten von Piranesi oder den Ankauf von Kunstwerken und ganzen Sammlungen, besonders in England, Frankreich und Deutschland. Seit Winckelmann entstand ein breites Forschungsinteresse zur antiken Kunst, mit zahlreichen Publikationen. Goethes Italienische Reise ist ein Zeugnis dieser Kunstbegeisterung. Über die Bevölkerung als Ganzes urteilt Goethe: „Von der Nation wüßte ich nichts weiter zu sagen, als daß es Naturmenschen sind, die unter Pracht und Würde der Religion und der Künste nicht ein Haar anders sind, als sie in Höhlen und Wäldern auch sein würden.“

## Italienisches Nationalbewusstsein

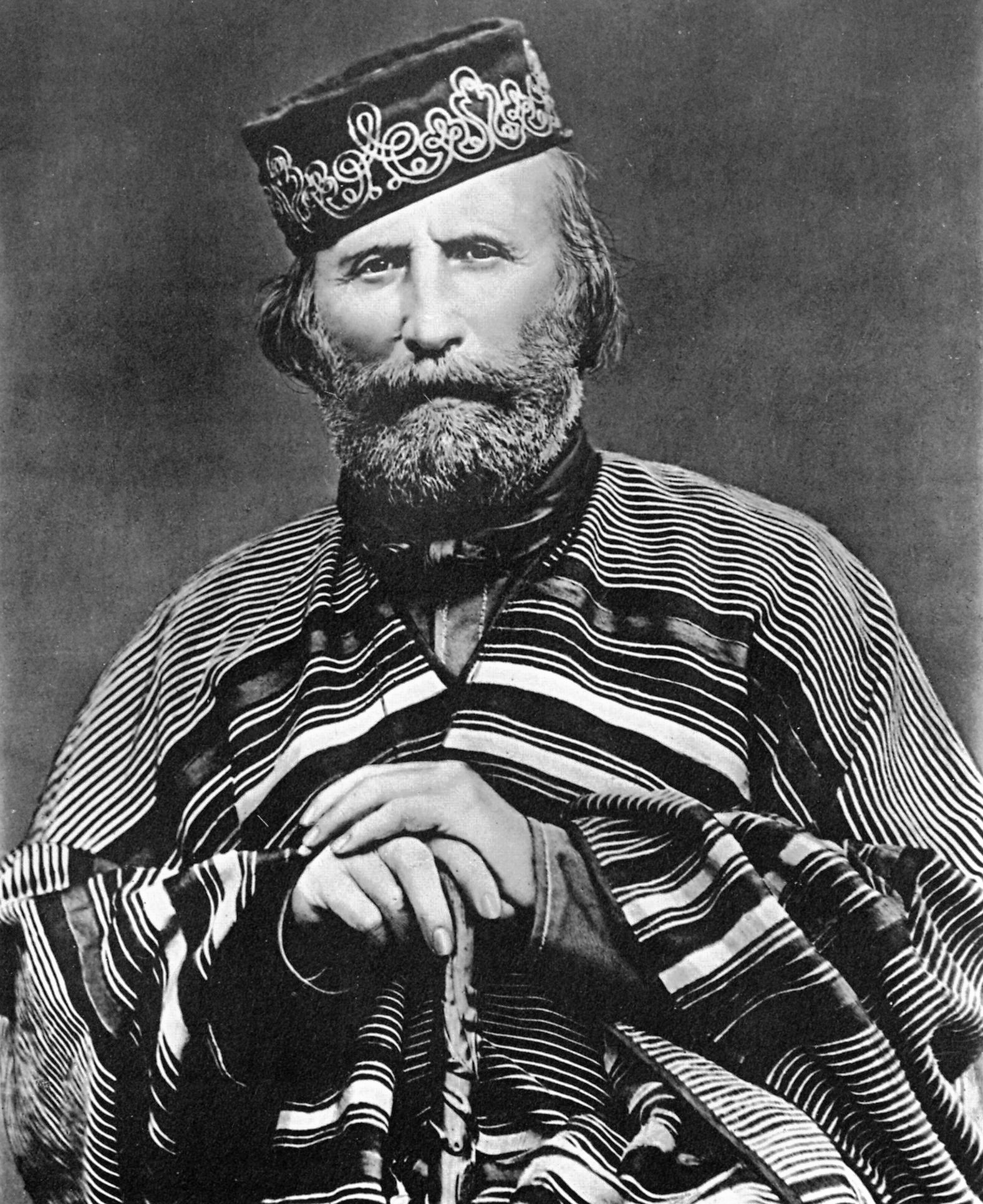
Nationalheld Giuseppe Garibaldi verkörperte das revolutionär-demokratische Element der Nation

Der Nationalgedanke kam mit den Revolutionsheeren der französischen Republik ins Land. General Napoleon Bonaparte, selbst korsischer Herkunft, gründete seit dem Italienfeldzug diverse Tochterrepubliken. 1802 schuf er aus der Cisalpinischen Republik erstmals eine Italienische Republik und 1805 daraus das Königreich Italien, dessen Präsidentenamt bzw. Krone er selbst übernahm. Wenn dieses nationale Königreich auch nicht die gesamte Halbinsel umfasste und schon 1814 im Zuge des Wiener Kongresses von Österreich zerschlagen wurde, so wuchs aus der Erinnerung daran und dem revolutionär-demokratischen Ideal die nationale Bewegung des Risorgimento.

### Risorgimento
Der Geheimbund der Carbonari organisierte 1820/21 Aufstände in den italienischen Staaten, die von österreichischen Truppen ebenso niedergeschlagen wurden wie die Auswirkungen der französischen Julirevolution von 1830. Nach der Niederlage der Revolutionen 1848/1849 übernahm statt revolutionärer republikanische Kreise (zum Beispiel Giuseppe Garibaldi) das Königreich Sardinien-Piemont die Führung im Kampf um die nationale Einigung. Die Italienischen Unabhängigkeitskriege führten 1861 schließlich zur Errichtung eines gesamtitalienischen Königreichs unter dem Haus Savoyen. Durch den Frieden von Wien (1866) kamen auch Venetien und ein Großteil des Friauls zu Italien. Mit der Angliederung Roms (und dem Sturz des Papstes) 1871 war die nationale Einigungsbewegung zunächst vollendet. Die von Italienern besiedelten Gebiete Trient, Triest und Istrien (das zusammen mit Dalmatien bis 1797 zu Venedig und 1805–1809 zu Italien gehört hatte) waren außerhalb des Nationalstaats geblieben und bis auf weiteres ein Teil des Habsburger Reiches. Zudem hatte Sardinien-Piemont 1860 Savoyen und Nizza an Frankreich zurückgeben müssen. Diese Gebiete wurden Ziel der Irredenta-Bewegung.
Das junge Königreich Italien war zusätzlich mit wirtschaftlichen und sozialen Schwierigkeiten, dem Nord-Süd-Gegensatz und dem Brigantenwesen im Süden konfrontiert. Es wurde versäumt, die Verhältnisse insbesondere im Süden durch eine Landreform und eine gerechte Besteuerung zu verbessern. Auch sprachlich war das Land nicht geeint: Gerade mal 2,5 % der Bevölkerung waren der hochitalienischen Schriftsprache mächtig. Der Politiker Massimo d’Azeglio beschrieb die Situation mit dem Ausspruch: „Fatta l’Italia bisogna fare gli italiani“ (Italien ist entstanden, die Italiener muss man erst noch erschaffen).

### Irredentismus und Kolonialismus

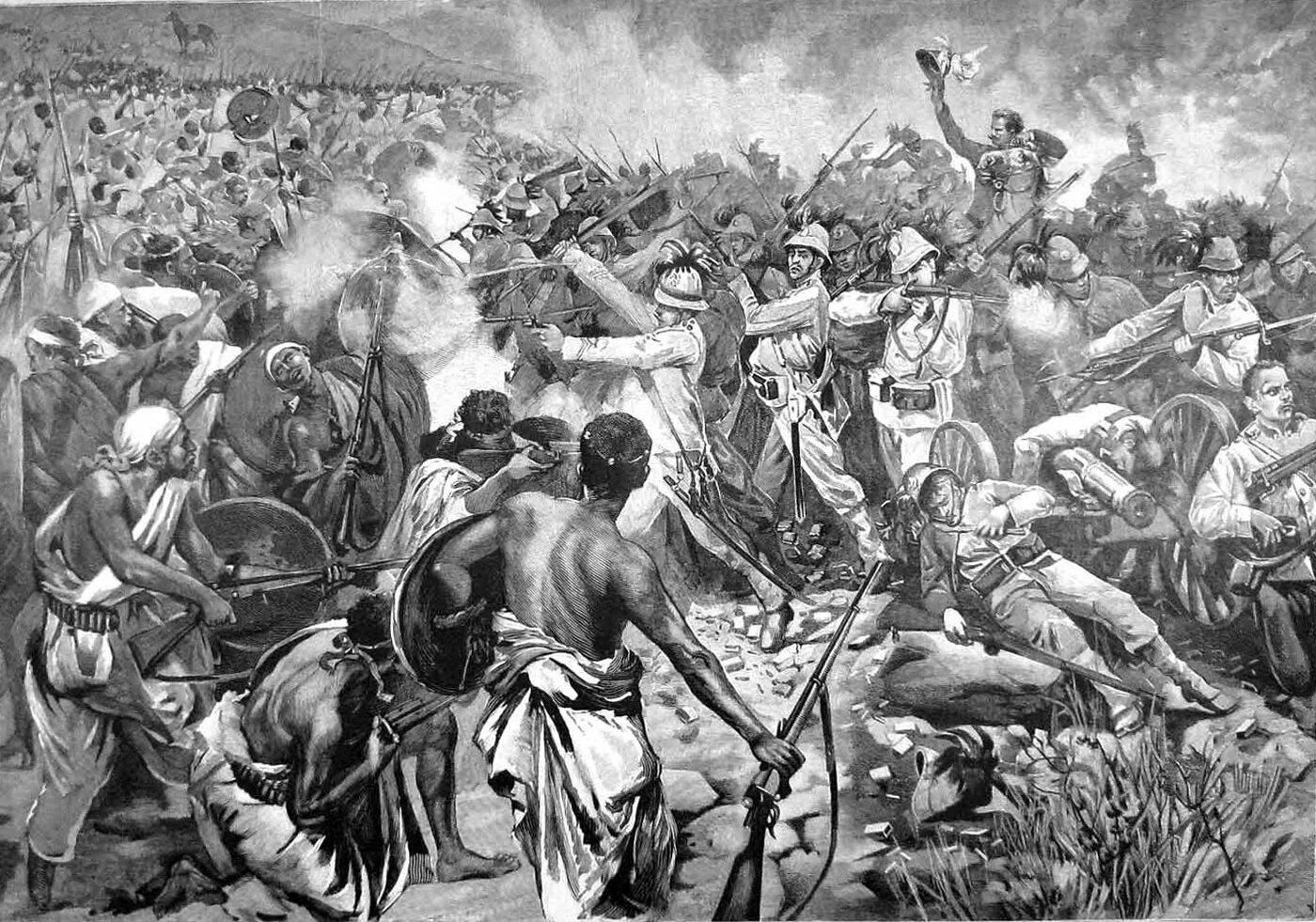
Die Niederlage von Adua führte zu einem nationalen Trauma

Anlässlich des Jahrestages der Schlacht von Legnano entstand 1876 eine Gesellschaft zur Befreiung und Angliederung des unerlösten Italien (Italia irredenta). Die italienischen Regierungen neigten fortan dazu, vor inneren Krisen immer wieder propagandistisch in die Irredenta-Politik zu flüchten. Die damit verbundene Konfrontation mit Österreich-Ungarn (und später Jugoslawien) wurde zur nationalen Frage und einem Hauptelement des italienischen Nationalismus.
Wegen der erst späten Herausbildung eines ausreichend mächtigen Nationalstaats war Italien beim Erwerb von Kolonien zu spät bzw. zu kurz gekommen und strebte nun wie auch Deutschland, Japan oder die USA nach einer Neuaufteilung der Welt. Der Besetzung Tunesiens war Frankreich 1881 zuvorgekommen, obwohl sich dort bereits italienische Siedler und italienisches Kapital zu verbreiten begonnen hatten. Daraufhin verbündete sich Italien mit Frankreichs Feind Deutschland und Österreich-Ungarn zum Dreibund, wodurch die Irredenta-Bewegung vorerst blockiert und von Ministerpräsident Crispi zeitweise sogar unterdrückt wurde. Bismarck, aber auch Großbritannien drängte Italien stattdessen zu Kolonialabenteuern. Ab 1882 begann Italien, sich in Ostafrika festzusetzen (Eritrea, Somalia), Deutschland verzichtete und gab seine Ansprüche auf die Somaliküste auf. Erste Versuche, Äthiopien zu erobern, scheiterten 1887 und 1896.
Die Niederlage in der Schlacht von Adua war für das italienische Nationalbewusstsein ebenso prägend wie sie es für das äthiopische Nationalbewusstsein wurde. Einerseits wurde die öffentliche Meinung für Jahrzehnte von nationalistisch-revanchistischen Racheforderungen beeinflusst, die republikanisch-demokratische und proletarisch-sozialistische Forderungen überschatteten. Andererseits hatte gerade die Niederlage die Ohnmacht und Unzulänglichkeit italienischer Kolonialpolitik aufgezeigt. Crispi wurde gestürzt, seine Nachfolger wandten sich wieder der naheliegenden Irredenta zu. Italien erkannte die französische Herrschaft in Tunesien an, Frankreich wiederum Italiens Ansprüche auf Tripolitanien (Libyen), welches im Italienisch-Türkischen Krieg von den Osmanen abgetreten werden musste.

### Weltkriege und Faschismus

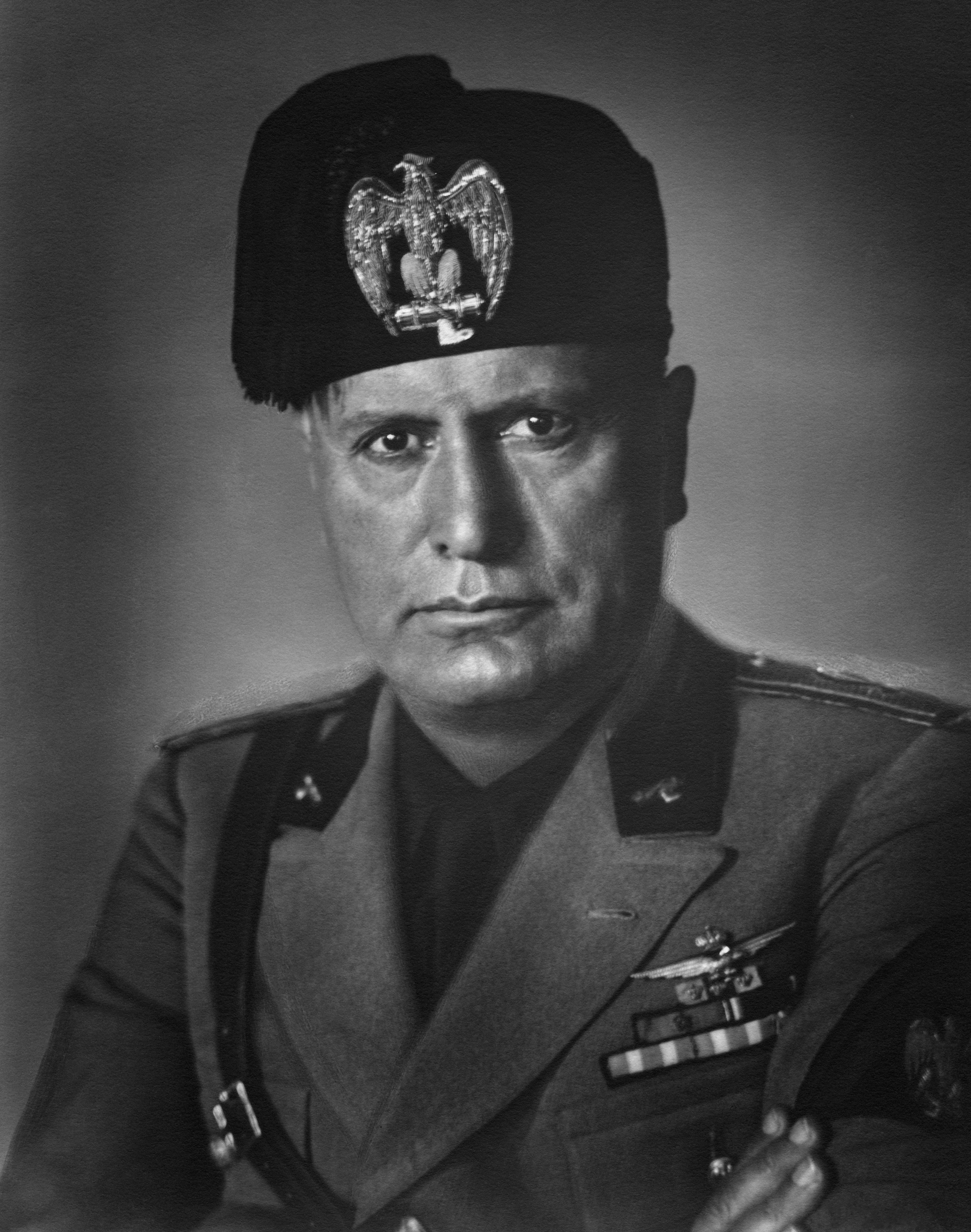
Italiens Diktator Benito Mussolini

Am Vorabend des Ersten Weltkriegs verlor der Liberalismus des Giovanni Giolitti gegenüber dem Integralen Nationalismus des Gabriele D’Annunzio an Masseneinfluss. Nachdem Italien von den Entente-Mächten die Irredenta-Territorien zugesagt worden waren, trat es 1915 in den Krieg ein und erhielt 1919 im Vertrag von Saint-Germain tatsächlich das Trentino, Triest und Istrien sowie die dalmatinische Stadt Zadar. Der Rest Dalmatiens fiel jedoch an Jugoslawien und auch die Stadt Fiume sowie Albanien oder Kolonialbesitztümer konnte Italien zunächst nicht erwerben. Es bekam zwar zusätzlich das deutschsprachige Südtirol, die Enttäuschung über den verstümmelten Sieg (vittoria mutilata) war jedoch groß. Diese lenkten Benito Mussolinis Faschisten in nationalistische Bahnen, die sie 1922 schließlich an die Macht brachten. Mussolinis Irredenta-Politik erstreckte sich nach der Zerschlagung Österreich auch auf das Tessin und führte zu Konflikten mit der Schweiz und der „lateinischen Schwester“ Frankreich. In Frankreich lebten damals 850.000 Italiener, in Französisch-Tunesien weitere 100.000. Die deutsche und die slowenisch-kroatische Minderheit wurden ebenso Opfer einer rücksichtslosen Italianisierungspolitik wie die nichtitalienischen Minderheiten der Alpenromanen.
Doch Mussolinis überhitzter Nationalismus ging weiter. Aus einer Übersteigerung der Geschichte und gestützt auf altrömische Traditionselemente entwickelte er einen übernationalen Herrschaftsanspruch über ein großes Mittelmeerreich (Mare Nostrum). Dafür wurde ein totalitärer Führerstaat geschaffen, der militaristisch, zentralistisch und klerikalfaschistisch war (1929 Versöhnung mit dem Papsttum). Jeder einzelne Italiener hatte nur innerhalb der Gesamtheit und im Einsatz für den Staat einen Wert, regionalistische oder nebenstaatliche Strukturen (wie zum Beispiel die Mafia) wurden bekämpft. Die Nation verstand Mussolini als Schicksalsgemeinschaft und Partnerschaft zwischen den Interessen der Besitzlosen und der Besitzenden.
Propagiertes Ziel war die Wiedererrichtung des Römischen Imperiums (Renovatio Imperii Romanorum). Ebenso wie etwa Frankreich oder Großbritannien sah sich auch Italien als Kulturnation und Zivilisationsbringer. Die allmählich erfolgreich indoktrinierten und faschisierten Massen wurden 1931 für die „Befriedung“ Libyens, 1935/36 für die Eroberung Äthiopiens (das niemals zum Römischen Reich gehört hatte) und 1939 für die Besetzung Albaniens mobilisiert, doch italienische Siedler wollten sich in den Kolonien kaum niederlassen, und zwischen 1941 und 1943 brach das Imperium zusammen. Die Kolonien gingen nach dem Krieg alle verloren.

## Italienische Republik
Die 1946 aus dem Königreich hervorgegangene Italienische Republik zählt heute über 60 Millionen Einwohner, rund 4 Millionen davon sind Ausländer.
Bestimmender Grundsatz des italienischen Staatsbürgerschaftsrechts ist das Abstammungsprinzip: Ist Mutter oder Vater Italiener, so erwirbt das Kind ebenfalls die Staatsangehörigkeit per Geburt. Der Erwerb der Staatsbürgerschaft durch Naturalisation ist an einen vierjährigen rechtmäßigen Aufenthalt für EU-Bürger beziehungsweise einen zehnjährigen rechtmäßigen Aufenthalt für Nicht-EU-Bürger gebunden. Eine mehrfache Staatsbürgerschaft ist grundsätzlich möglich.

### Separatismus

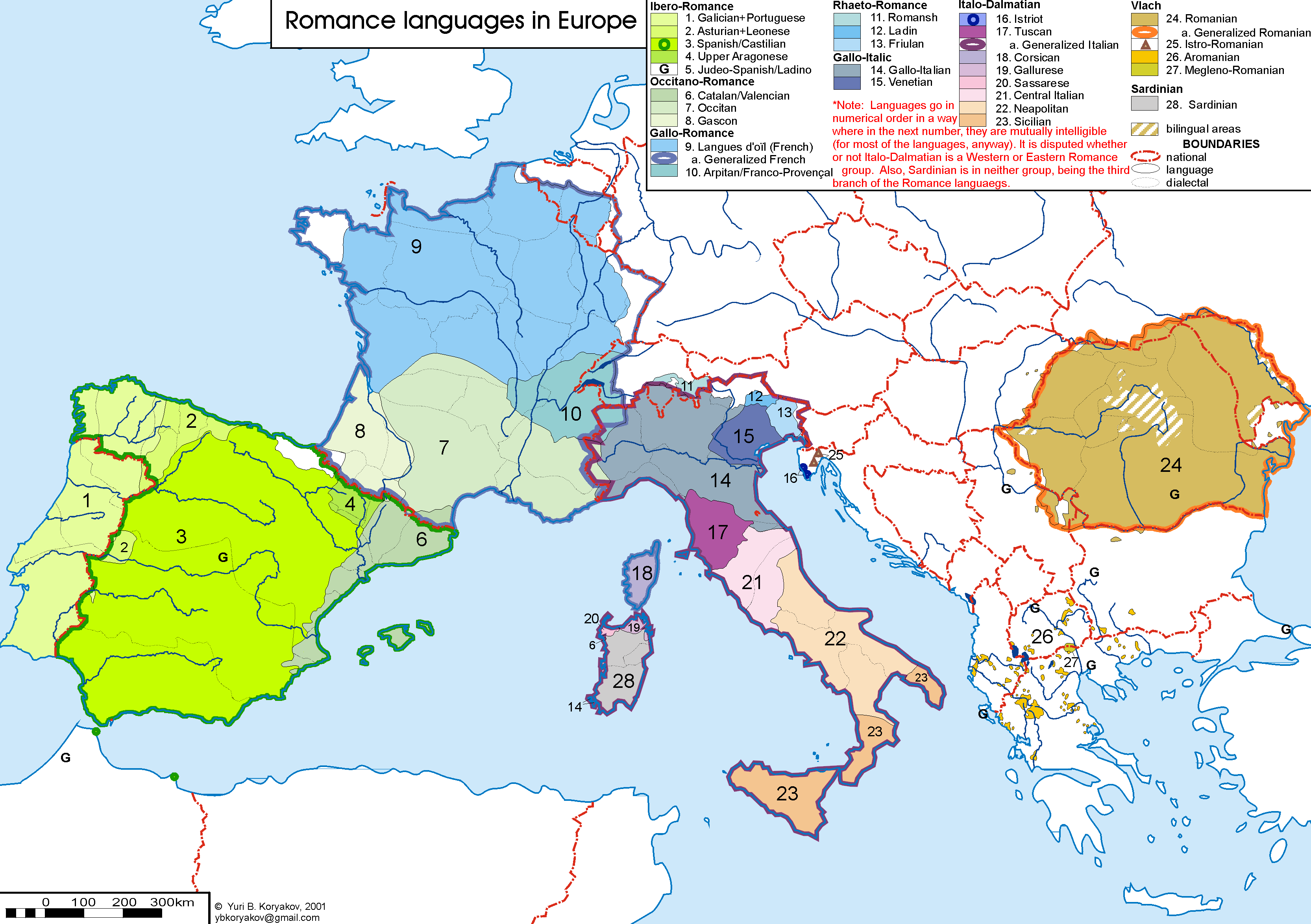
Die italienische Sprache sowie die anderen romanischen Sprachen in Süd- und Westeuropa

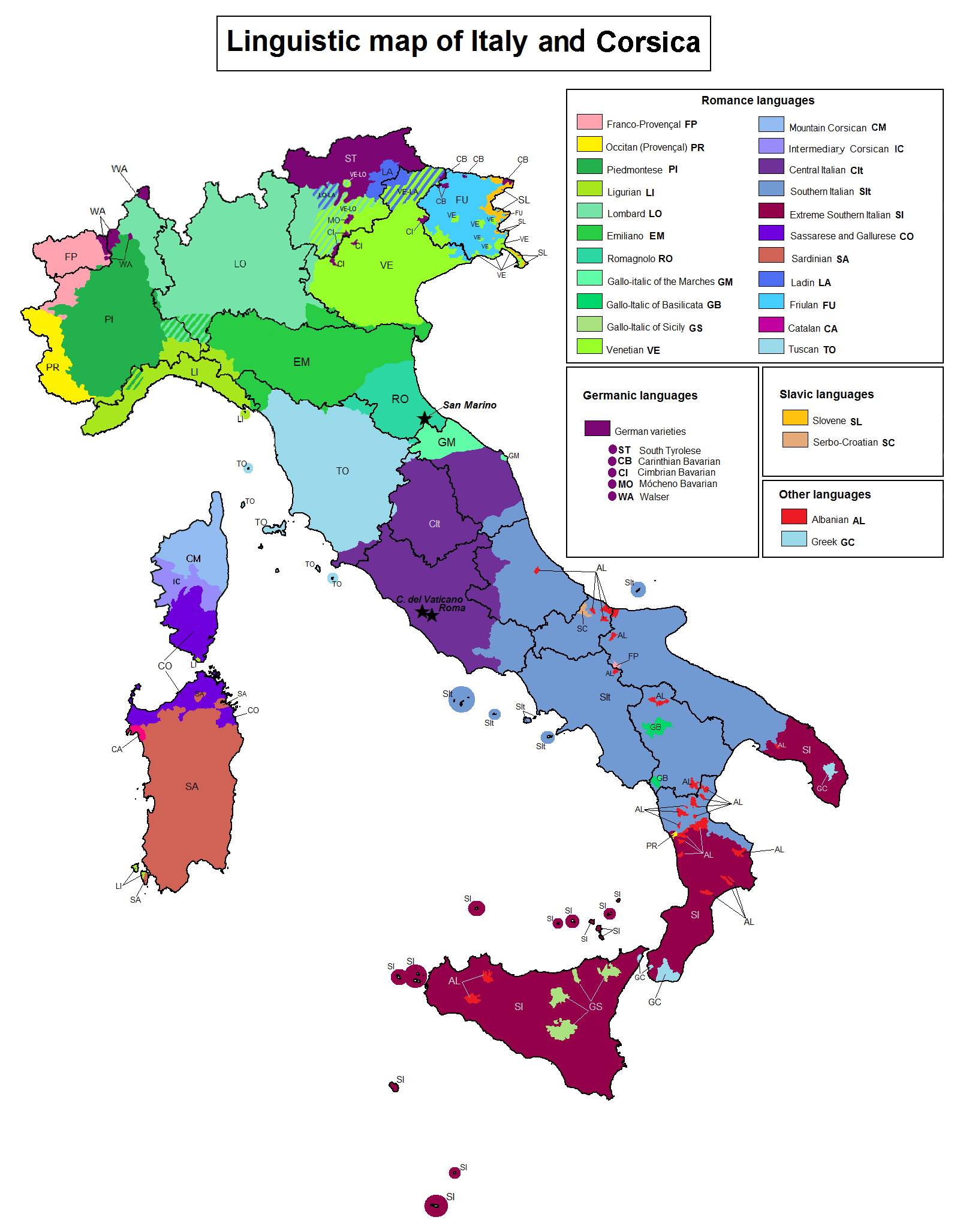
Die Sprachen und Dialekte Italiens

Auch nach der Einigung von 1861 hatten in Süditalien Anhänger der aus Neapel vertriebenen Bourbonen mit Hilfe regionalistischer und separatistischer Kräfte den Widerstand gegen Rom noch eine Zeitlang fortgesetzt, im Gegenzug vernachlässigte Rom lange Zeit die wirtschaftliche Hebung der widerspenstigen Regionen. Insbesondere die Sizilianer beanspruchten eine Sonderstellung in der Nation und erhielten aufgrund der starken Separatismusbestrebungen unmittelbar nach dem Zweiten Weltkrieg ein Autonomiestatut, noch bevor die gesamtitalienische Verfassung in Kraft trat. Danach folgte auch Sardinien, wo eine der ersten Parteien Europas gegründet wurde, die sich für einen regionalen Föderalismus einsetzte.
Im Norden setzte sich Ende der 1980er Jahre die Lega Nord für die autonomistischen Bestrebungen der dortigen Bevölkerung ein. Die Partei befürwortete zwischenzeitlich sogar die Abspaltung der wirtschaftlich entwickelten und reichen Regionen Norditaliens. Zu diesem Zweck wurde die Idee einer eigenen Nation geschaffen, Padanien genannt, welche historische und sprachliche Besonderheiten der Po-Ebene gegenüber dem restlichen Italien unter der Herrschaft des „diebischen Rom“ (Roma ladrona) untermauern sollte.
Historische Ereignisse wie die Schlacht von Legnano werden als Symbol des norditalienischen Widerstandes gefeiert. Die Lega Nord führt sogar den Freiheitskämpfer Alberto da Giussano in ihrem Parteiwappen. Zudem betont sie, dass Staatsgebilde wie die Seerepublik Venedig über Jahrhunderte unabhängig blieben.
Sprachlich jedoch ist die vermeintliche Sonderrolle der Po-Ebene nicht fundiert. Die norditalienischen, insbesondere galloitalischen Dialekte, sind im Gegensatz zu den übrigen ostromanischen Dialekte südlich der La-Spezia-Rimini-Linie westromanischen Ursprungs und weisen ein keltisches Substrat vor. Ob sie jedoch als eigenständige Sprachen angesehen werden können, ist umstritten. Sie sind verstärkt durch das Standarditalienische überlagert und mit ihm verschmolzen. Der Kunstbegriff Padanien wurde von der Lega Nord zudem auch auf Gebiete südlich der Linie liegenden und somit ostromanisch-italienischen Marken und der Toskana (aus dessen ostromanischen Florentiner Dialekt die italienische Standardsprache ja überhaupt erst entwickelt wurde) ausgedehnt.

### Sprachminderheiten
In Italien sind germanische, romanische und slawische Sprachminderheiten ansässig.
Zu den germanischen Minderheiten zählen neben den etwa 320.000 deutschsprachigen Südtirolern auch 2.000 Fersentaler und 1.000 Zimbern im Trentino sowie 1.000 Walserdeutsche im Aostatal und in der Provinz Verbania. Weitere 2.500 Deutschsprechende bevölkern die Sprachinseln Zahre und Tischelwang sowie das Kanaltal im Friaul und Pladen in Venetien.
Romanische Sprachminderheiten sind die 1.000.000 Sardisch-sprechenden Sarden auf der Insel Sardiniens, die 500.000 Friauler in Nordostitalien, die 90.000 Frankoprovenzalen im Aostatal, Piemont und zwei süditalienischen Sprachinseln, die 30.000 Ladiner in den Provinzen Bozen, Trient und Belluno, die 18.000 Katalanen im sardischen Alghero. Okzitanen sind im Piemont und im kalabrischen Guardia Piemontese eine anerkannte Minderheit.
60.000 Slowenen in Friaul-Julisch Venetien und 2.400 Moliseslawen gehören zu den slawischen Minderheiten in Italien.
Auch 100.000 Albaner und 12.000 Griechen in Süditalien sind anerkannte Minderheiten.

## Alteingesessene italienischsprachige Minderheiten
Alteingesessene italienischsprachige Minderheiten in Europa gibt es in der Schweiz (520.000), Frankreich (200.000), Kroatien (19.636) und Slowenien (2.258). Die meisten Italiener (200.000 bis 350.000) in der historischen Region Julisch Venetien, die heute großteils zu Kroatien und Slowenien gehört, wurden nach dem Zweiten Weltkrieg vertrieben. Die meisten der knapp 1000 Einwohner des Vatikanstaates sind Italiener.
Monegassen und San-Marinesen sind italienischen Ursprungs und sprechen italienische Dialekte. Ethnisch sind sie Italiener, staatsrechtlich haben sie jeweils nichtitalienische Staatsbürgerschaften. Allerdings sind 16–19 % der Einwohner Monacos und 12–13 % der Einwohner San Marinos Einwanderer mit italienischer Staatsbürgerschaft. Auch die Einwohner der Ionischen Inseln stammten großenteils aus Italien; durch Assimilierung und Auswanderung ist dieser Bezug kaum noch sichtbar.
In der französischen Kolonie Tunesien lebten zu Anfang des 20. Jahrhunderts noch über 100.000 Italiener und damit mehr als Franzosen, vor allem in den Städten Tunis, Bizerte, La Goulette, Sfax. Nach der Unabhängigkeit verließen die meisten das Land. Heute leben in Tunesien noch etwa 3000 Italiener.

## Italienische Diaspora
Bis zu 70 Millionen außerhalb Italiens lebende Menschen sollen italienische Wurzeln haben.
Italien war aufgrund der schlechten Wirtschaftslage zwischen 1876 und 1915 von einer massiven Auswanderungswelle betroffen. Schätzungsweise 14 Millionen Italiener verließen damals ihre Heimat. 1913 war das Jahr mit der höchsten aufgezeichneten Auswanderung: Über 870.000 Menschen wanderten damals aus.
Hauptziele waren Brasilien und Argentinien sowie die USA. Dort bilden sie und ihre Nachkommen als Italoamerikaner mit 17.749.800 etwa 5,8 % der Bevölkerung, doch nur noch 789.800 Italoamerikaner sprechen Italienisch als Muttersprache (0,3 % der Gesamtbevölkerung). Von diesen Muttersprachlern wiederum beherrschen nur 28,2 % Englisch.
Nach dem Zweiten Weltkrieg richtete sich die Auswanderung verstärkt Richtung Westeuropa, viele Italiener wanderten insbesondere nach Westdeutschland, in die Schweiz und nach Frankreich aus.

### Italienischstämmige weltweit
| Staaten mit größter Anzahl an Italienischstämmigen | Staaten mit größter Anzahl an Italienischstämmigen | Nachweis      |
| -------------------------------------------------- | -------------------------------------------------- | ------------- |
| Argentinien                                        | 25 Millionen (ca. 60 %)                            | [ 22 ] [ 23 ] |
| Brasilien                                          | 25 Millionen (ca. 13–14 % der Bevölkerung)         | [ 24 ] [ 25 ] |
| Vereinigte Staaten                                 | 17,8 Millionen (ca. 6 %)                           | [ 26 ]        |
| Frankreich                                         | 3,5 Millionen (ca. 5 %)                            | [ 27 ]        |
| Kolumbien                                          | 2,0 Millionen (ca. 4 %)                            | [ 28 ]        |
| Venezuela                                          | 1,7 Millionen (ca. 6 %)                            | [ 29 ]        |
| Kanada                                             | 1,5 Millionen (ca. 4,5 %)                          | [ 30 ]        |
| Uruguay                                            | 1 Million (ca. 29 %)                               | [ 23 ]        |
| Australien                                         | 850.000 (ca. 4 %)                                  | [ 31 ]        |
| Chile                                              | 800.000 (< 5 %)                                    | [ 23 ]        |
| Deutschland                                        | 650.000 – 700.000 (< 1 %)                          |               |
| Schweiz                                            | 550.000 – 700.000 (ca. 8 %)                        |               |
| Peru                                               | 500.000 (ca. 3 %)                                  | [ 32 ]        |
| Vereinigtes Königreich                             | 300.000 – 500.000 (< 1 %)                          |               |
| Belgien                                            | 290.000 (ca. 3 %)                                  | [ 33 ]        |
| Costa Rica                                         | 120.000 (ca. 3 %)                                  |               |
| Paraguay                                           | 100.000 (ca. 1,5 %)                                |               |

### Italienische Staatsbürger weltweit
Im konsularischen Personenregister sind nach wie vor 4.106.640 Staatsbürger eingetragen.
| Staaten mit den meisten italienischen Staatsangehörigen | Staaten mit den meisten italienischen Staatsangehörigen |
| ------------------------------------------------------- | ------------------------------------------------------- |
| Argentinien                                             | 659.655                                                 |
| Deutschland                                             | 648.453                                                 |
| Schweiz                                                 | 533.821                                                 |
| Frankreich                                              | 343.197                                                 |
| Brasilien                                               | 297.137                                                 |
| Belgien                                                 | 251.466                                                 |
| Vereinigte Staaten                                      | 199.284                                                 |
| Vereinigtes Königreich                                  | 187.363                                                 |
| Venezuela                                               | 124.133                                                 |
| Australien                                              | 122.863                                                 |
| Kanada                                                  | 121.465                                                 |
| Spanien                                                 | 104.637                                                 |
| Uruguay                                                 | 90.231                                                  |
| Chile                                                   | 48.966                                                  |
| Niederlande                                             | 32.730                                                  |
| andere Staaten                                          | 341.239                                                 |

Quelle: Italienisches Außenministerium
Der Staat mit den meisten Pass-Italienern außerhalb Italiens ist Argentinien. Die meisten Auslandsitaliener leben aber in Europa (2.236.326), insbesondere in Deutschland und in der Schweiz. In Deutschland stellen sie nach den Türken die zweitgrößte Gruppe der Ausländer. Laut Statistischem Bundesamt lebten 2005 in Deutschland 619.100 Menschen mit italienischem Migrationshintergrund. Laut italienischem Außenministerium halten sich 648.453 italienische Staatsbürger in Deutschland auf, weitere 533.821 Italiener leben in der Schweiz. Viele von den in der Schweiz lebenden Italienern haben dank eines bilateralen Abkommens die doppelte Staatsbürgerschaft, daher zählen die schweizerischen Behörden nur 290.000 Italiener. In Österreich leben 17.086 Menschen mit italienischer Staatsangehörigkeit.